# عنكبوت صياد لوتورنوي
عنكبوت صياد لوتورنوي (الاسم العلمي:Eusparassus letourneuxi) هو نوع من العنكبوتيات يتبع جنس العنكبوت الصياد من فصيلة العناكب الصيادة.